# Герісрід
Герісрід (нім. Görisried) — громада в Німеччині, знаходиться в землі Баварія. Підпорядковується адміністративному округу Швабія. Входить до складу району Остальгой. Складова частина об'єднання громад Унтертінгау.
Площа — 23,14 км2. Населення становить 1335 ос. (станом на 31 грудня 2020).

## Галерея

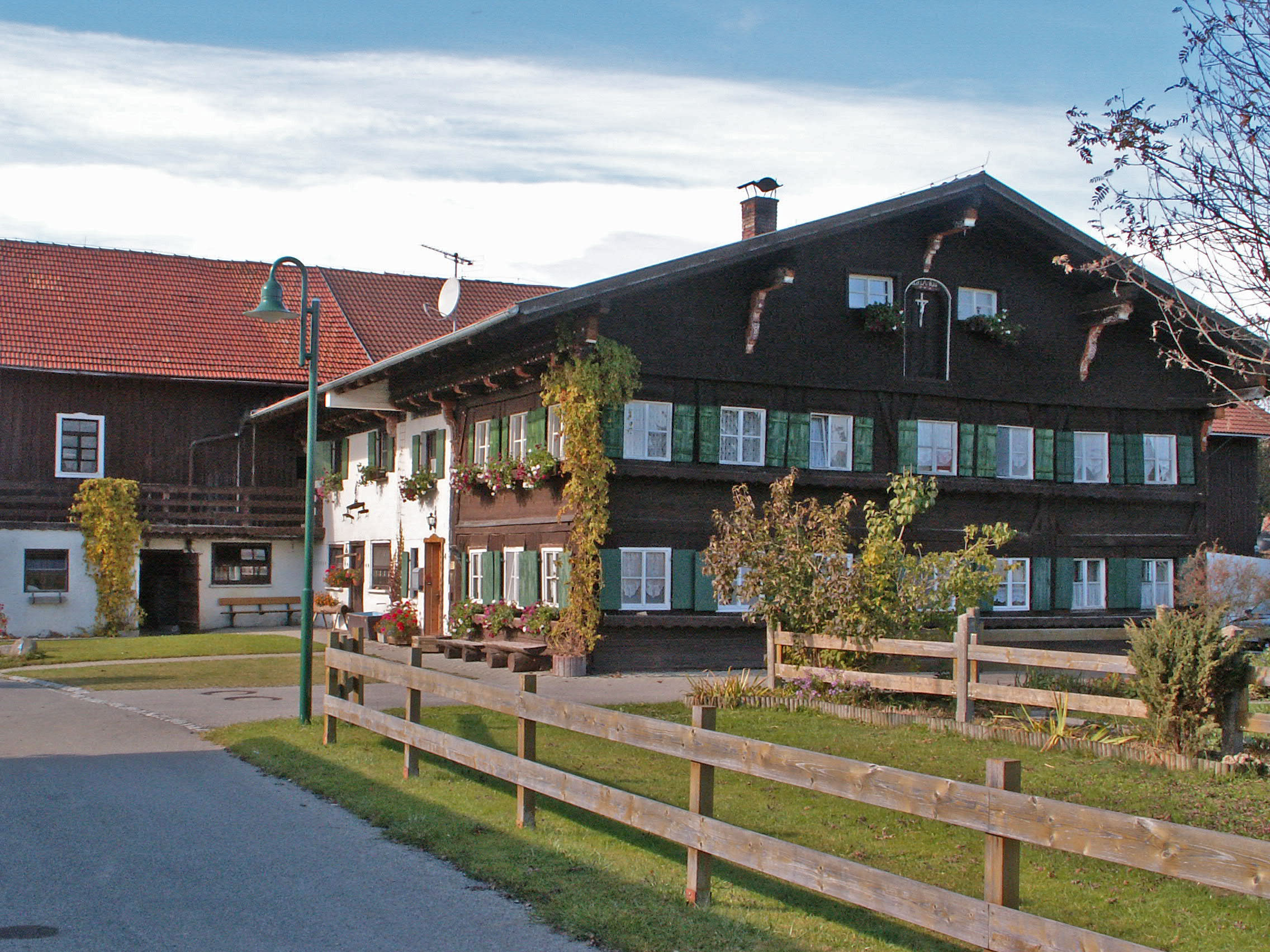
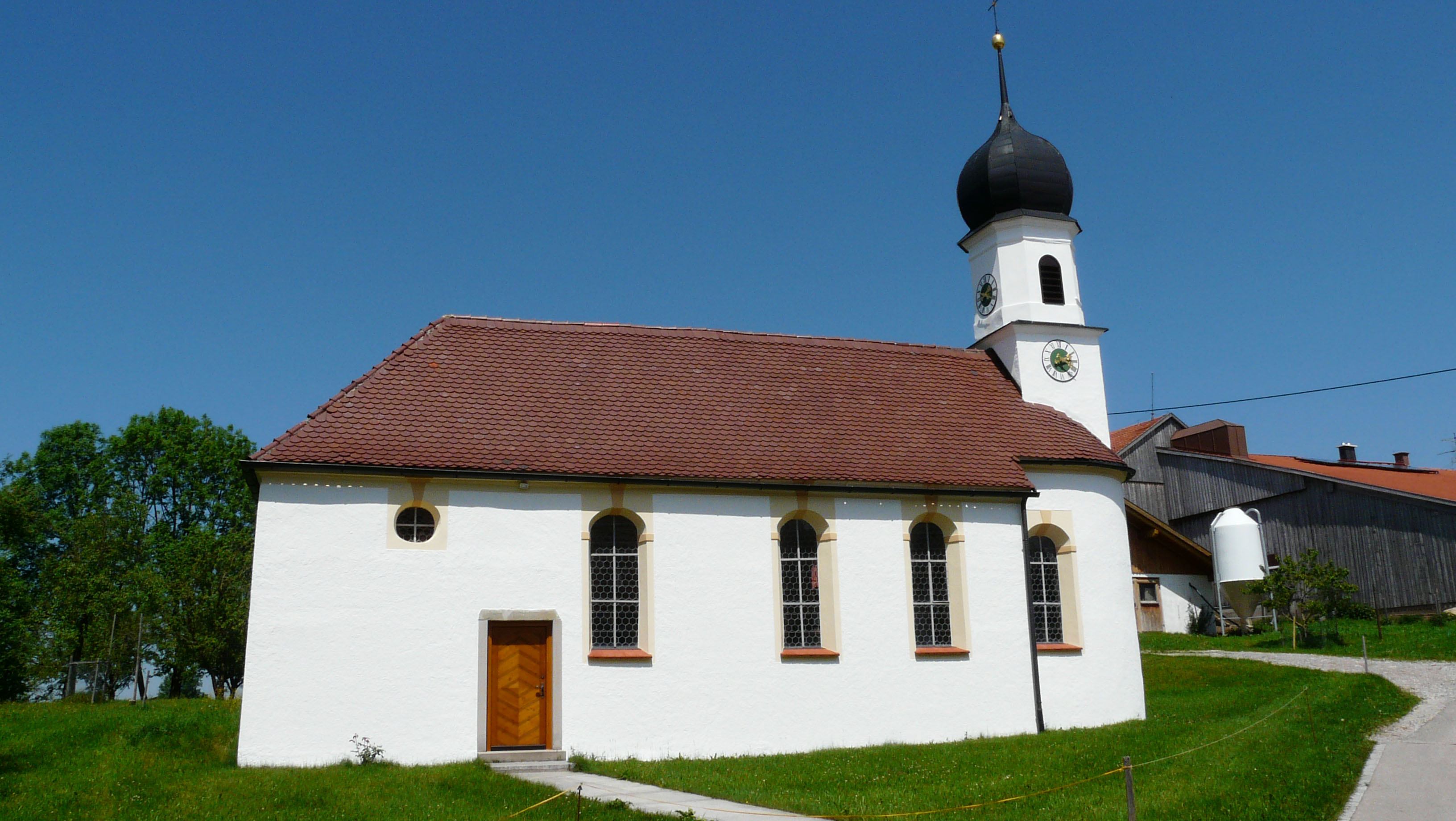